# Schloss Koberwitz

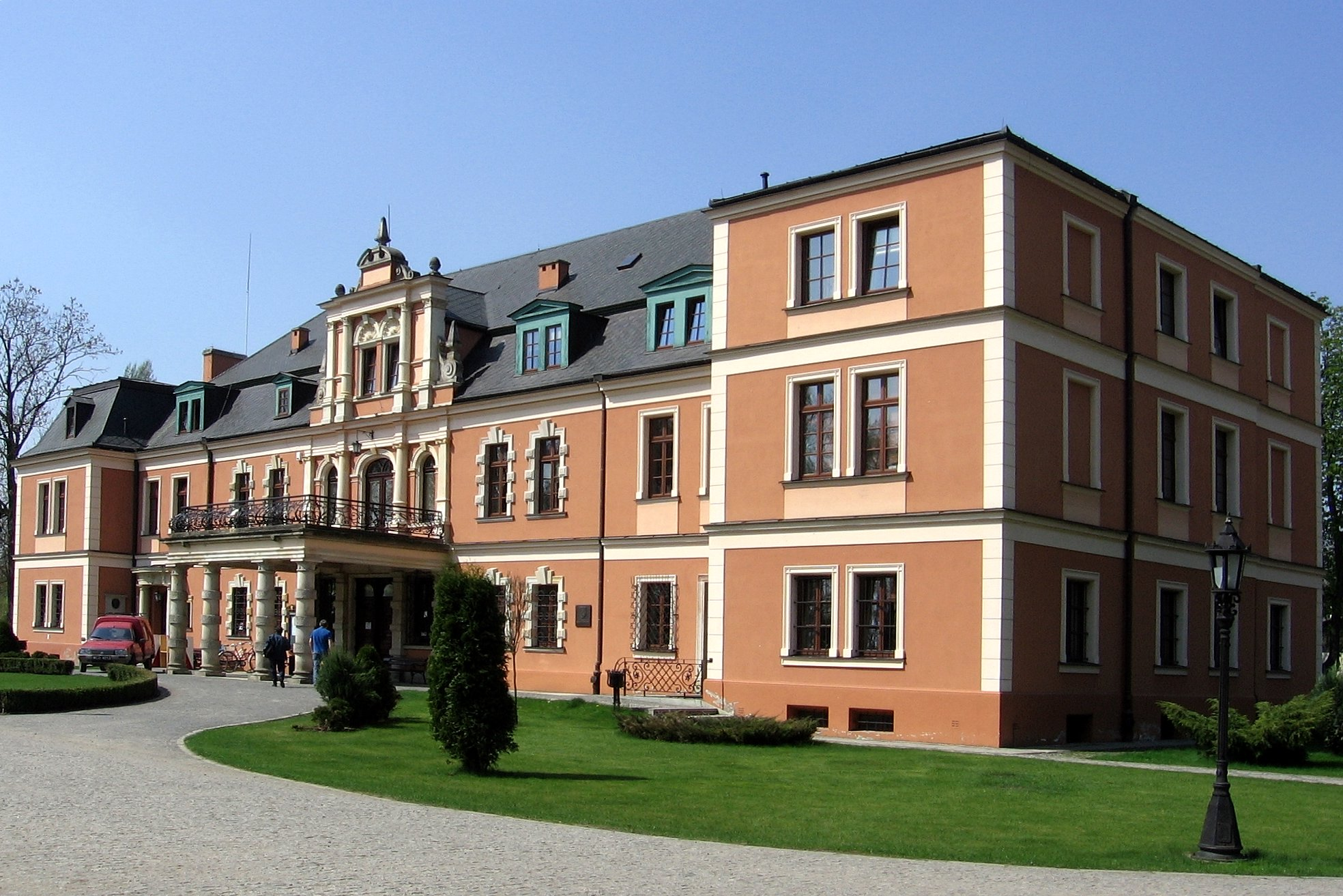
Schloss Koberwitz

Schloss Koberwitz (polnisch Pałac w Kobierzycach) ist ein Schloss in Kobierzyce (deutsch Koberwitz) im Powiat Wrocławski (Kreis Breslau) in der Woiwodschaft Niederschlesien in Polen.

## Geschichte
„Cobliwiz“ wurde 1257 erstmals in einer Urkunde des Breslauer Herzogs Heinrich III. erwähnt. Es ist nicht bekannt, wann hier ein Adelssitz entstand. Das erste Schloss errichtete 1730 der Breslauer Stadtsyndikus Samuel Regius von Königsdorff. Ab Anfang des 19. Jahrhunderts war es im Besitz des Adelsgeschlechts Tschirschky, deren Koberwitzer Linie 1841 erlosch. 1850 gelangte das Schloss an das Duisburger Unternehmen vom Rath. Zusammen mit einer neuen Zuckerfabrik wurde Gut Koberwitz Teil des Unternehmenskonglomerats „Johann Jakob vom Rath & Co Breslau“.
Das Schloss wurde ab 1884 als Wohnsitz und Firmenniederlassung im Stil der Neorenaissance nach Plänen des Architekten Karl Schmidt (1836–1888) umgebaut. Bis 1881 wurde die Firma größter Landeigentümer in Schlesien. Die Firma fusionierte 1904 mit der Firma der Familie Schoeller aus Klettendorf zu „Vom Rath, Schoeller & Skene“.
Nach 1920 war das Schloss Wohnsitz von Carl Graf von Keyserlingk  (1869–1928) und seiner Frau Johanna Skene, auf deren Einladung Rudolf Steiner vom 7. Juni bis 16. Juni 1924 einen landwirtschaftlichen Kurs mit acht Vorträgen über geisteswissenschaftliche Grundlagen der Landwirtschaft gab. 
Nach dem Übergang an Polen 1945 wurde das Schloss als Verwaltungssitz der nun polnischen Zuckerfabrik genutzt. Seit 1997 ist es Sitz der Gemeindeverwaltung. Im Inneren befindet sich auch ein kleines Museum zur Regionalgeschichte.

## Bauwerk
Beim Umbau Ende des 19. Jahrhunderts wurde das Schloss seitlich um je zwei Achsen und Seitenrisalite erweitert. Ein repräsentativer Mittelrisalit trägt ein Zwerchhaus und einen Dachreiter.